# 네이버 MYBOX
네이버 MYBOX는 네이버에서 개발한 개인용 데이터 보관소로, 기본 용량을 30GB까지 제공되는 파일 보관 프로그램이다. 2009년 7월 30일 네이버 N드라이브(Naver NDrive) 오픈 베타 서비스를 시작하였고, 2015년 11월 5일에 명칭이 N드라이브에서 네이버 클라우드(Naver Cloud)로 변경되었다. 2020년 11월 9일을 기해 네이버 MYBOX로 변경하였다.

## 개요
네이버클라우드(구 NAVER Business Platform)는 네이버에서 IT 전문 기업으로 분할되어 출범한 법인이다. 네이버, 라인, 스노우, 브이라이브 등 네이버 계열사를 중심으로 IT인프라 컨설팅, 데이터센터, 네트워크, 스토리지, 보안 등의 IT 플랫폼 서비스와 사내 정보 서비스를 제공한다. 이를 바탕으로 2017년에는 기업용 클라우드 서비스인 네이버 클라우드 플랫폼을 출범하며 퍼블릭 클라우드 시장에 진출했다.
네이버 클라우드 플랫폼이 빠르게 성장하면서 구 ‘네이버비즈니스플랫폼’은 NAVER의 B2B Business Identity를 명확히 보여줄 수 있는 네이버 클라우드로 사명을 변경하였다.

## 개인용 파일/사진 스토리지 서비스 '네이버 클라우드'
네이버의 개인용 파일/사진 스토리지 서비스 브랜드 명칭도 네이버 클라우드다. 2009년 7월 30일 오픈 베타 서비스를 시작하였고 2015년 11월에 명칭이 N드라이브에서 네이버 클라우드로 변경되었다.

### 지원 용량
기본 여유 공간은 30GB로 제공하고있으며 유료 요금제경우 추가 결제후 이용가능하다

## 같이 보기
- 네이버
- 바이두윈
- 네이버 Keep
- 네이버 메모